# Ulrich Daldrup

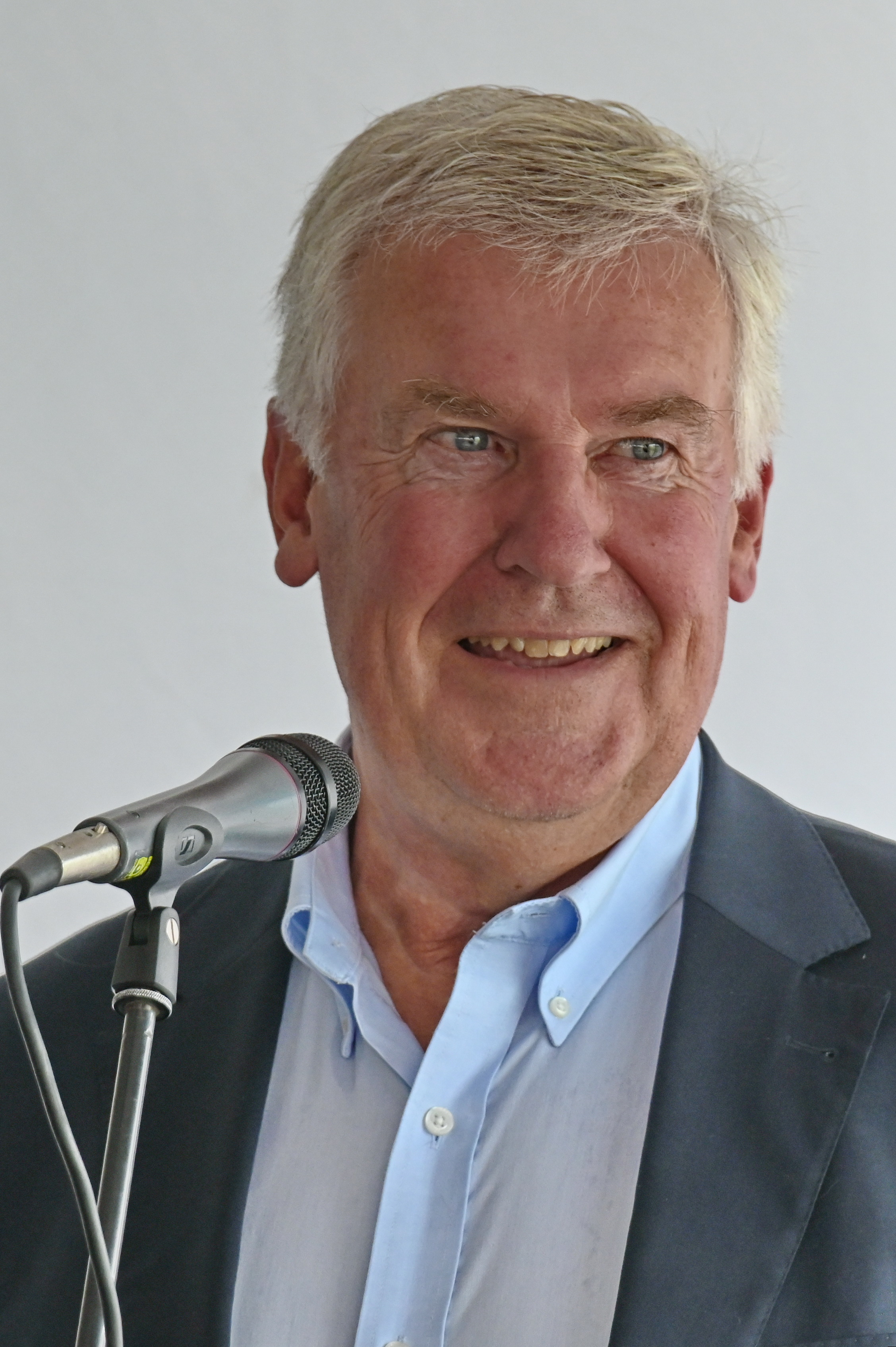
Ulrich Daldrup

Ulrich Daldrup (* 27. September 1947 in Hausberge, heute Porta Westfalica) ist ein deutscher Wissenschaftler, Politiker (CDU) und ehemaliger Bürgermeister der Stadt Aachen. Ulrich Daldrup wuchs in Brüssel auf.

## Ausbildung und Beruf
Nach dem Baccalauréat an der Europäischen Schule in Brüssel im Jahr 1965 machte Daldrup eine Banklehre bei der Banque Bruxelles Lambert (heute ING Groep N.V.) und studierte dann Chemie an der RWTH Aachen. Nach dem Abschluss als Diplom-Chemiker promovierte er zum Dr. rer. nat. Anschließend studierte er noch an der RWTH Aachen University Wirtschaftswissenschaften.
Ulrich Daldrup war dreißig Jahre in der internationalen Zusammenarbeit (Entwicklungshilfe) und humanitären Hilfe tätig. Er verbrachte viele Jahre seines Lebens in Afrika und Asien. Als erste Station war er in den Jahren 1972 bis 1974 im Rahmen der deutschen internationalen Zusammenarbeit im Auftrag des Bundesministerium für wirtschaftliche Zusammenarbeit und Entwicklung als Berater im Rang eines Abteilungsleiters im Ministère de l’Industrie in Rabat Marokko tätig. Ab 1975 war er Partner einer Kölner Beratungsgesellschaft, bis er sich 1979 mit einer eigenen Beratungsfirma GFE GmbH, die sich auf die internationale Zusammenarbeit spezialisiert hatte, selbstständig machte. Er lebte auch mehrere Jahre (1991 bis 1993) in Mauritius als Berater des ersten mauritischen Präsidenten Cassam Uteem. Daldrup hatte wesentlichen Anteil an der Formulierung der am 12. März 1992 eingeführten neuen Verfassung von Mauritius, durch die Mauritius eine Demokratie wurde und Cassam Uteem erster Präsident. Daldrup lebte über längere Zeiträume in Bizerte (Tunesien), Dakar (Senegal), in Libreville (Gabun), in Nairobi (Kenia), in Mogadischu (Somalia), wo er neben wissenschaftlichen Untersuchungen maßgeblich an der wirtschaftlichen Entwicklung und Koordination der humanitären Hilfe tätig war. Über das Thema der internationalen Zusammenarbeit hat er zahlreiche Bücher verfasst und Vorträge gehalten.

## Akademischer Werdegang
Seit 1984 ist Ulrich Daldrup Professor für „International Law“ und für „Business Administration“ an der TH Köln. Die FH Aachen gab ihm im Jahr 2004 einen Lehrauftrag für „International Management“. Von 1996 bis 1996 war er Rektor der University of Bradford/NIMBAS, MBA Campus Aachen im Rahmen eines internationalen MBA Studienganges. Er hat auch Vorlesungen an der Technischen Universität Kaunas (Litauen) gehalten und dort ein Technologiezentrum errichtet. Hierfür wurde er mit dem Doctor Honoris Causa im Jahr 2000 geehrt. Vorlesungen hat Ulrich Daldrup ferner an der Universität Stettin (Polen) und Georgetown University (USA) gehalten. Schwerpunkte seiner Forschung sind Regionalpolitik, Europäisches Vertragswesen, internationale Zusammenarbeit und in seinen späteren Jahren die sozialen Folgen der Energiewende und deren Auswirkung auf ausgesuchte Staaten in Asien und Afrika. Seit 2010 ist Ulrich Daldrup Vorsitzender des Beirats des ITT an der TH Köln und übernahm im Jahr 2016 zusätzlich das Fachgebiet Entrepreneurship an der TH Köln.

## Politik

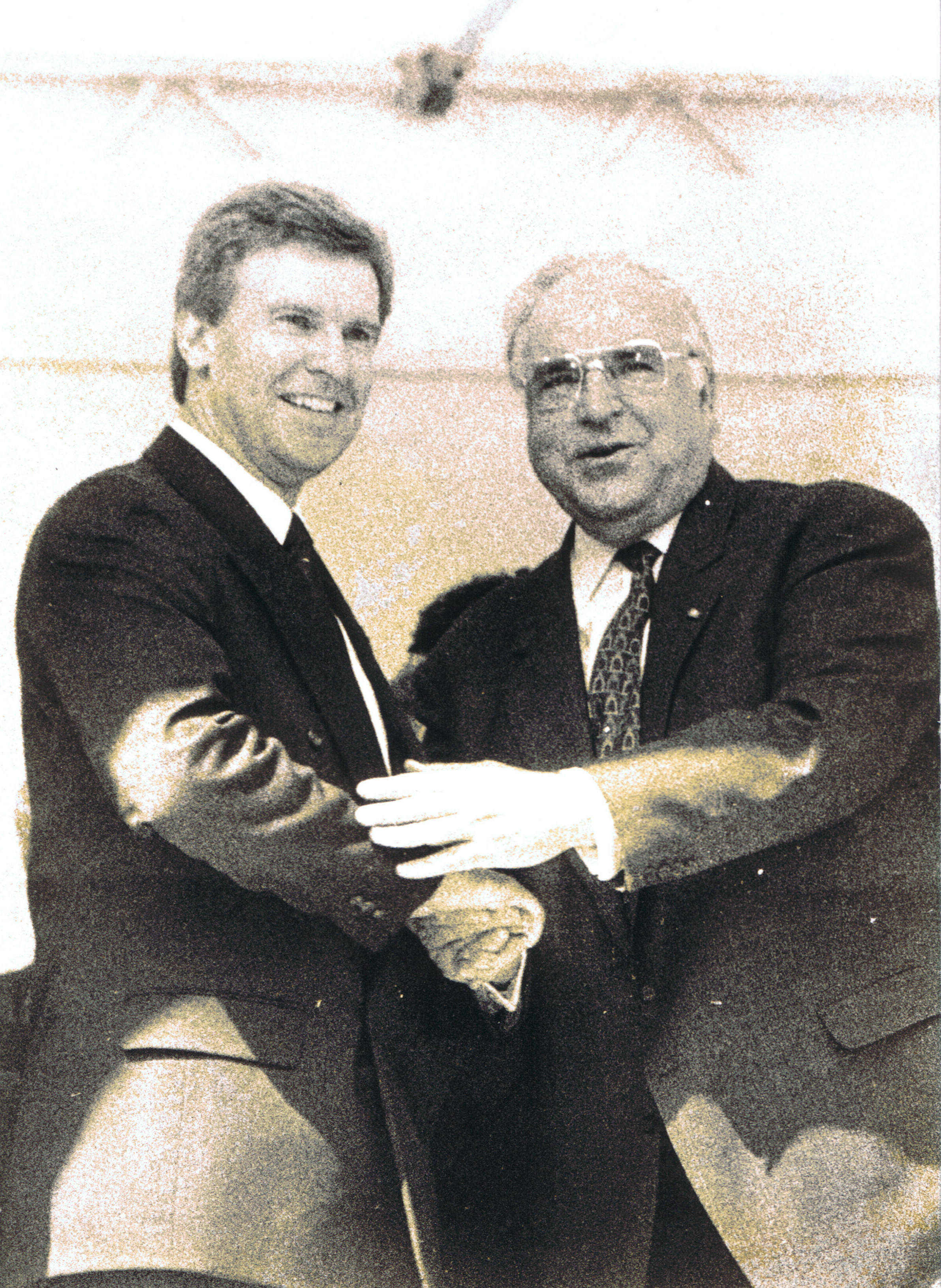
Ulrich Daldrup empfängt Helmut Kohl in Aachen

Ulrich Daldrup trat 1992 in Aachen in die CDU ein. Bereits im September 1993 wurde er zum Vorsitzenden der CDU Aachen gewählt und 1994 zu ihrem Spitzenkandidaten. Bei der Kommunalwahl im September 1994 brachte Ulrich Daldrup die CDU in Aachen zurück an die Macht und wurde zum ersten Bürgermeister der Stadt gewählt. 1999 wurde er erneut zum Spitzenkandidaten aufgestellt und gewann mit 49,5 % erneut die Kommunalwahl. Die Wahl zum Oberbürgermeister der Stadt Aachen verlor er jedoch 1999 mit 40,07 % gegen den Amtsinhaber Jürgen Linden, der 52,54 % erhielt. 1999 wurde er auch Vorsitzender der MIT – Mittelstands- und Wirtschaftsvereinigung. Ulrich Daldrup ist Gründungsmitglied der Euregiorates Maas-Rhein und war einer der Autoren deren Verfassung. Während seiner politischen Zeit empfing er zahlreiche Regierungschefs und weitere Persönlichkeiten in Aachen, wie den damaligen deutschen Kanzler Helmut Kohl. Nach seiner Zeit als Bürgermeister der Stadt Aachen nahm Ulrich Daldrup die Aufgabe des Beauftragten der Bundesregierung (Bundesministerium für Wirtschaft und Energie) für die baltischen Staaten an. Für dieses Amt wurde er nach Riga (Lettland) von 2000 bis zum 1. Mai 2004 delegiert, wo er im Rang eines Staatssekretärs im Finanzministerium in Riga tätig war. Er war zuständig für die Vorbereitung insbesondere Lettlands für den Zutritt zur Europäischen Union in den Bereichen Regionalentwicklung und Kommunalverwaltung.

## Sonstige Ämter
In den achtziger Jahren war Ulrich Daldrup Generalsekretär der Deutsch-Marokkanischen Gesellschaft. Von 1995 bis 2000 war er Präsident der internationalen Global Panel Conferences und hat als solcher bedeutende Staatsoberhäupter, Politiker und Unternehmer empfangen, u. a. den amerikanischen Präsidenten George H. W. Bush.

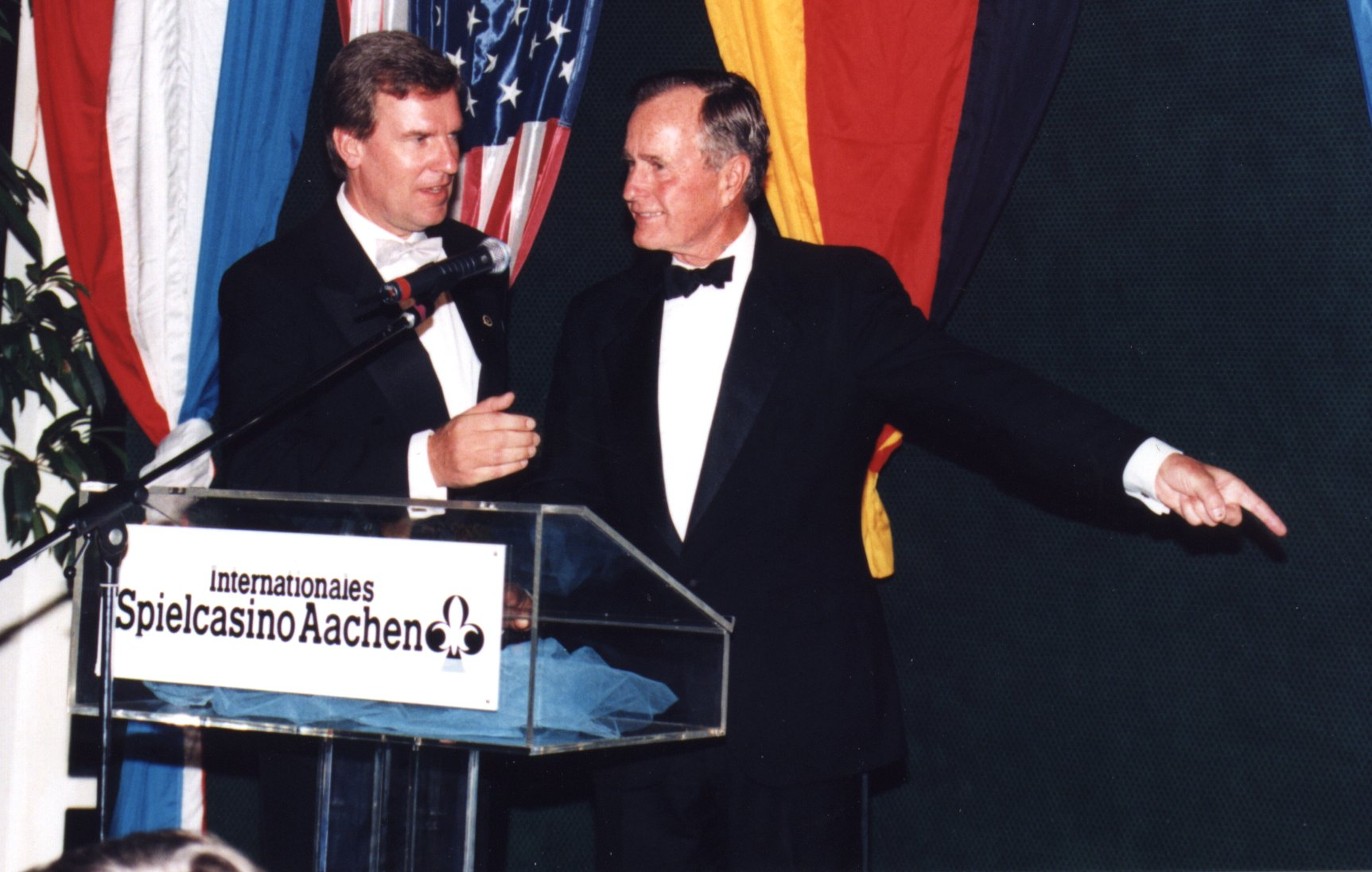
Ulrich Daldrup begrüßt US-Präsident George Bush in Aachen zur Global Panel Konferenz

Ulrich Daldrup gründete im Jahr 2004 den Business Club Aachen Maastricht, durch den es ihm gelang, deutsche, belgische und niederländische Unternehmer zusammenzuführen. Im Jahr 2006 wurde er zum Vize-Präsidenten der humanitären Stiftung Water for the World Foundation ernannt. Im Jahr 2007 gründete er gemeinsam mit zehn europäischen Universitäten, drei Großforschungseinrichtungen und zahlreichen Privatunternehmen aus dem Energiebereich den Energie Cluster „Energy Hills“. Im Jahr 2015 wurde Ulrich Daldrup Vorsitzender des Aufsichtsrats der „European Agency for Sustainable Energy (EASE)“ und Jahr 2018 wurde Ulrich Daldrup zum stellvertretenden Vorsitzenden des Kuratoriums Europäische Stiftung Aachener Dom gewählt. Ulrich Daldrup wurde in zahlreiche Aufsichtsräte berufen, so u. a. in die IBC AG (seit 2009 Aufsichtsratsvorsitzender), FH Aachen (2004 bis 2014 Beirat FB), der Startup Initiative AC.E Aachener Entrepreneurship Team e.V., der Energieloft GmbH, TH Köln ITT (seit 2011 Vorsitzender des Beirats), World Trade Center Aachen-Heeren (Vorsitzender des Aufsichtsrats), grenzüberschreitendes Gewerbegebiet Aachen-Heerlen (1999–2004 Aufsichtsratsvorsitzender).

## Unternehmerpreis des Business Club Aachen Maastricht
Im Jahr 2007 initiierte Ulrich Daldrup den Unternehmerpreis des Business Club Aachen Maastricht. Dieser Preis unterliegt sehr hohen Anforderungen an den jeweiligen Empfänger. Den Unternehmerpreis können nur Personen erhalten, die als Unternehmer sehr erfolgreich waren oder sind und die sich, neben ihrem Unternehmertum, in nachhaltiger Weise für das Gemeinwohl wie z. B. durch Unterstützung sozialer, sportlicher, kultureller, humanitärer oder sonstiger edle Ziele, wie auch der Förderung der Wissenschaften, eingesetzt haben. Diese Ehrung ist mit einem Geldpreis in Höhe von 5.000 Euro dotiert. Ein unabhängiges Kuratorium übernimmt die Aufgabe, jedes Jahr eine/n Unternehmer/-in vorzuschlagen, der/die den gestellten Anforderungen gerecht wird.
Bisherige Preisträger:
- 2007: Gregor Johnen (Zentis) – Laudator: Ulrich Daldrup
- 2008: Helmut Falter (Mayersche Buchhandlung) – Laudator: Walter Maassen
- 2009: Reinhold Würth  (Adolf Würth) – Laudator: Roman Herzog
- 2010: Heinrich von Nathusius (Unternehmer) (IFA-Maschinenbau) – Laudator: Wolfgang Böhmer
- 2011: Heinz-Horst Deichmann (Deichmann) – Laudator: Eva Luise Köhler
- 2012: Christiane Underberg (Underberg) – Laudator: Helmut Linssen
- 2013: Klaus Peters (Neumann & Esser Verwaltungs- und Beteiligungsgesellschaft) – Laudator: Marcel Philipp
- 2014: Friedrich von Metzler  (Privatbank B. Metzler seel.) – Laudatorin: Nicola Leibinger-Kammüller
- 2015: Alexander Otto (ECE Projektmanagement) – Laudator: Fritz Schramma
- 2016: Nicola Leibinger-Kammüller (TRUMPF) – Laudator: Eberhard Stilz
- 2017: Reinhard Zinkann  (Miele) – Laudator: Peter May
- 2018: Claus Hipp (Hipp) – Laudator: G. Ulrich Großmann
- 2019: Arend Oetker – Laudator Christian Jacobs
- 2020/21: Martin Viessmann – Laudator: Reinhard Zinkann (Miele)
- 2022: Camille Oostwegel – Laudator: Mathieu Segers (Universität Maastricht)[9]
- 2023: Susanne Klatten – Laudator: Daniel Krauss
- 2024: Andreas Strüngmann und Thomas Strüngmann[10] – Laudator: Ugur Sahin
- 2025: Ortwin Goldbeck

Die Mitglieder des Kuratoriums sind:
- Walter Maassen
- Astrid Lambrecht, Vorstandsvorsitzende des Forschungszentrum Jülich (FZ Jülich)
- Andreas Platthaus, Frankfurter Allgemeine Zeitung
- Guido Willems
- Prinz Albert-Henri von Merode,
- Angela Poth, Bildungsfonds der RWTH Aachen
- Sibylle Keupen, Oberbürgermeisterin der Stadt Aachen
- Elena Tzavara, Generalintendantin am Theater Aachen

## Ehrungen

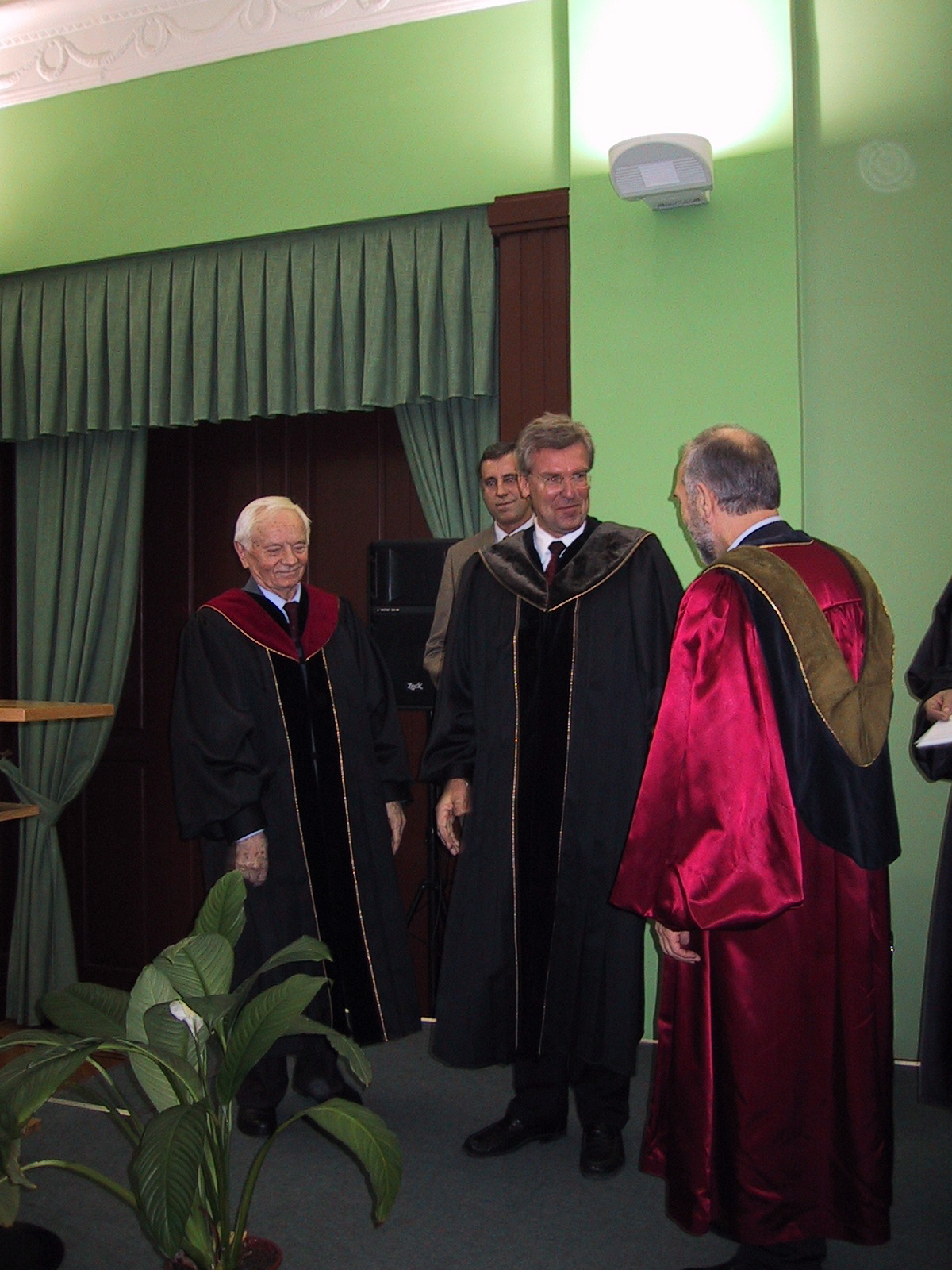
Ulrich Daldrup wird mit dem Doctor Honoris Causa der Technischen Universität Kaunas geehrt

- Für sein Engagement für die Entwicklungsländer und Osteuropa verlieh ihm der Bundespräsident im Jahr 2004 das Bundesverdienstkreuz am Bande.[11]
- Doctor Honoris Causa der Technischen Universität Kaunas, Litauen[12]
- Honorarprofessor der TH Köln
- Honorarprofessor der FH Aachen
- Ehrentaler der Handwerkskammer Rhein-Main

## Veröffentlichungen
- Ernährungssicherung und Nahrungsmittelhilfe – ein Instrument der Entwicklungshilfe, Verlag Breitenbach Publishers, Saarbrücken/Fort Lauderdale 1981, ISBN 3-88156-187-0[13]
- Investitionsführer Sri Lanka, Verlag Breitenbach Publishers, Saarbrücken/Fort Lauderdale 1985, ISBN 3-88156-307-5
- Sri Lanka – Guide de l'investisseur, Verlag GFE Aachen 1984, ISBN 3-923905-02-5
- Sri Lanka – Investors Guide, Verlag Breitenbach Publishers, Saarbrücken/Fort Lauderdale 1985, ISBN 3-88156-308-3
- Wirtschaftsführer Nigeria, Verlag Breitenbach Publishers, Saarbrücken/Fort Lauderdale 1985, ISBN 3-88156-306-7
- Wirtschaftsführer Wirtschaftsgemeinschaft westafrikanischer Staaten (CEDEAO/ECOWAS), Verlag GFE Aachen 1978
- Afrika – ein verlorener Kontinent. Eine kritisch-analytische Betrachtung und der Versuch eines Ausblicks, in: Technologie, Resource Management & Development, Volume 6, Cuvillier Verlag, Göttingen 2009, ISBN 978-3-86955-024-4
- 75 Jahre soziale Marktwirtschaft, Festvortrag beim BKU – Bund Katholischer Unternehmer in Berlin am 3. Mai 2024[14]
- Evaluation of the European Commission's Directorate General for Humanitarian Aid (DG ECHO), Brussels[15]
- ZR Democratic Republic of Congo: Growth with Governance in the Mining Sector – World Bank – May 2008, Report No. 43402,[16]